# Коен (Ендр)
Коен (фр. Coings) насеље је и општина у централној Француској у региону Центар (регион), у департману Ендр која припада префектури Шаторо.
По подацима из 2011. године у општини је живело 832 становника, а густина насељености је износила 28,37 становника/km². Општина се простире на површини од 29,33 km². Налази се на средњој надморској висини од 158 метара (максималној 171 m, а минималној 145 m).

## Демографија
| 1962. | 1968. | 1975. | 1982. | 1990. | 1999. | 2011. |
| ----- | ----- | ----- | ----- | ----- | ----- | ----- |
| 403   | 446   | 479   | 762   | 821   | 815   | 832   |

График промене броја становника у току последњих година